# Štanjel

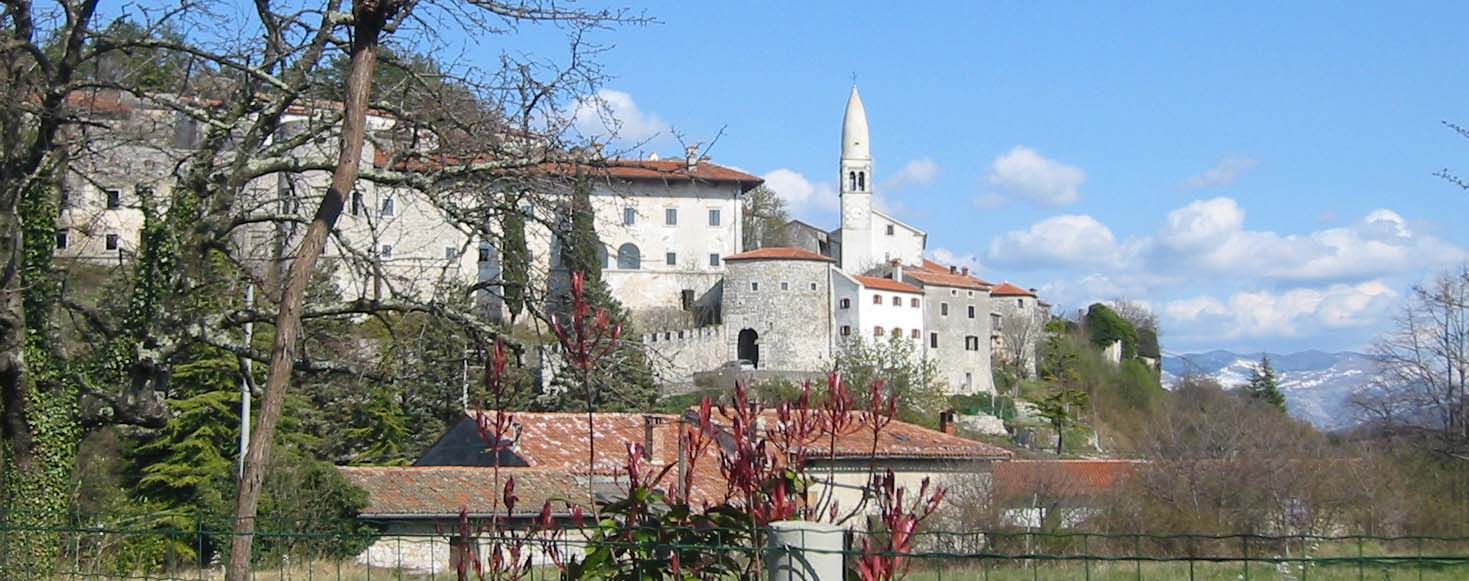
Štanjel.

Štanjel (en italien San Daniele del Carso) est un petit village de la commune de Komen dans la région de Primorska en Slovénie, non loin de la frontière italienne. Il est situé sur le plateau de Karst dominant la vallée de la Vipava.

## Histoire
Au XVIIe siècle, il fut fortifié pour se protéger des attaques ottomanes. Il fut sévèrement endommagé durant la Seconde Guerre mondiale et a été lentement reconstruit depuis.

## Patrimoine

### Château

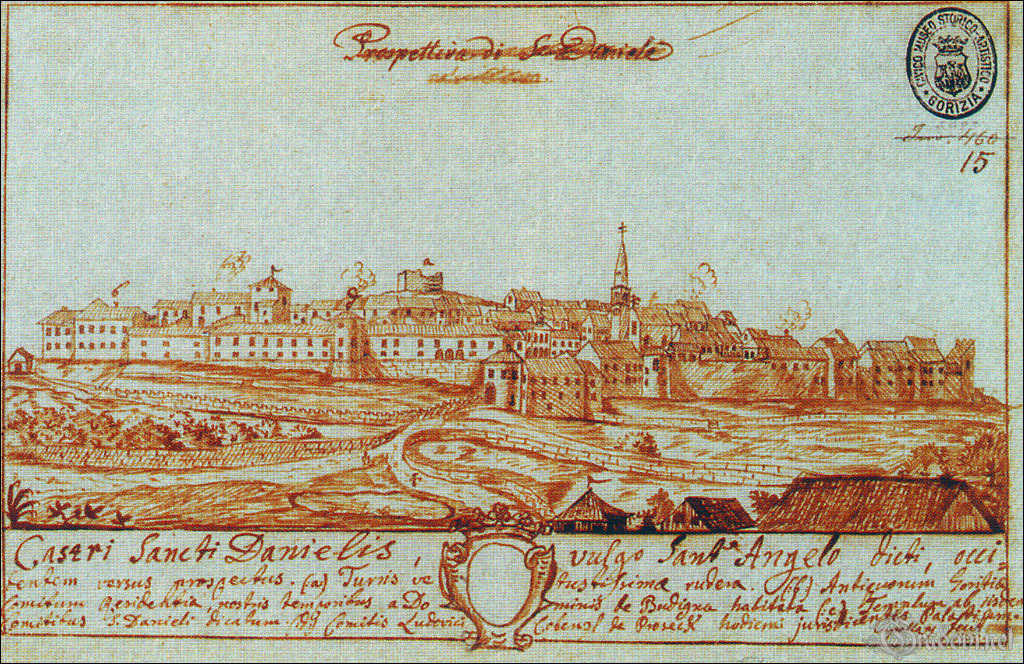
Château de Štanjel en 1752 (dessin de Giovanni Antonio de Capellaris).

La construction du château de Štanjel démarre au Moyen Âge et se poursuit jusqu'à la fin du XVIIe siècle, avec la reconstruction effectuée par les comtes de Cobenzl. Le château abrite une galerie d'art.

### Églises
L'église Saint-Daniel est construite au XVe siècle pour y abriter les dépouilles des comtes de Cobenzl. Le clocher est érigé en 1609.
L'église Saint-Grégoire, également construite au XVe siècle, abrite la tombe de l'architecte Max Fabiani.

### «Maison du Karst»
Le village abrite la « Maison du Karst » (Kraška Hiša), petit musée ethnologique logé dans une ancienne maison du type pièce à vivre sur rez-de-chaussée utilitaire, couverte d'un toit de lauses calcaires. Endommagée au cours de la Seconde Guerre mondiale, elle avait été restaurée en 1973 par l'Institut pour la protection des monuments de Gorica. L'eau de pluie provenant des deux versants de toiture est récupérée par des gouttières en pierres taillées portées par des corbeaux avant d'être dirigée par un tuyau de descente dans une citerne (štirna en slovène local) communautaire contigüe. Celle-ci est coiffée d'une margelle en pierre sculptée.

### Jardin Ferrari
Le jardin Ferrari est réalisé par Max Fabiani à la demande du physicien Enrico Ferrari dans les années 1920.

## Personnalités
C'est le village natal de l'architecte-urbaniste Max Fabiani.

## Galerie

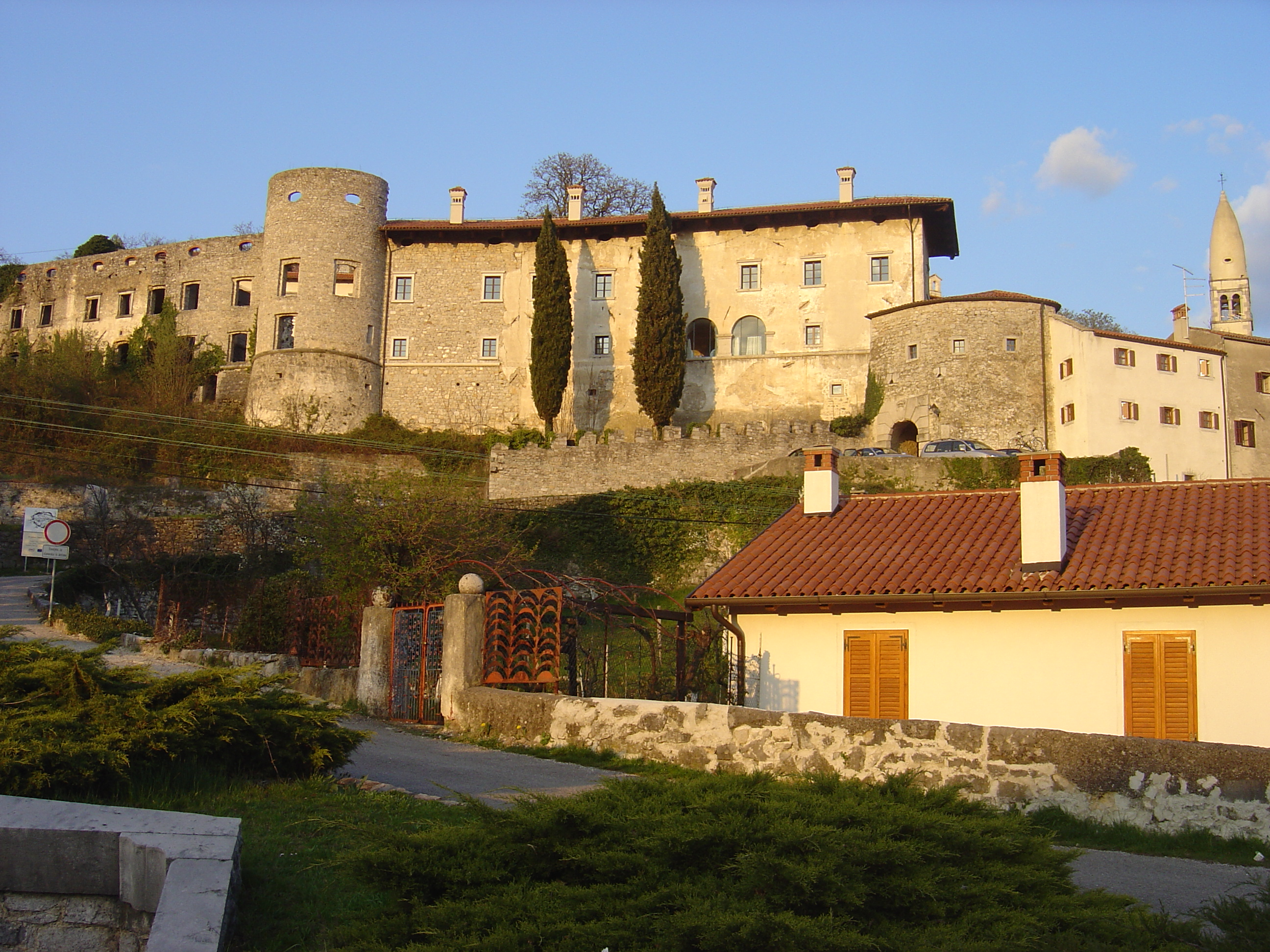
Le château
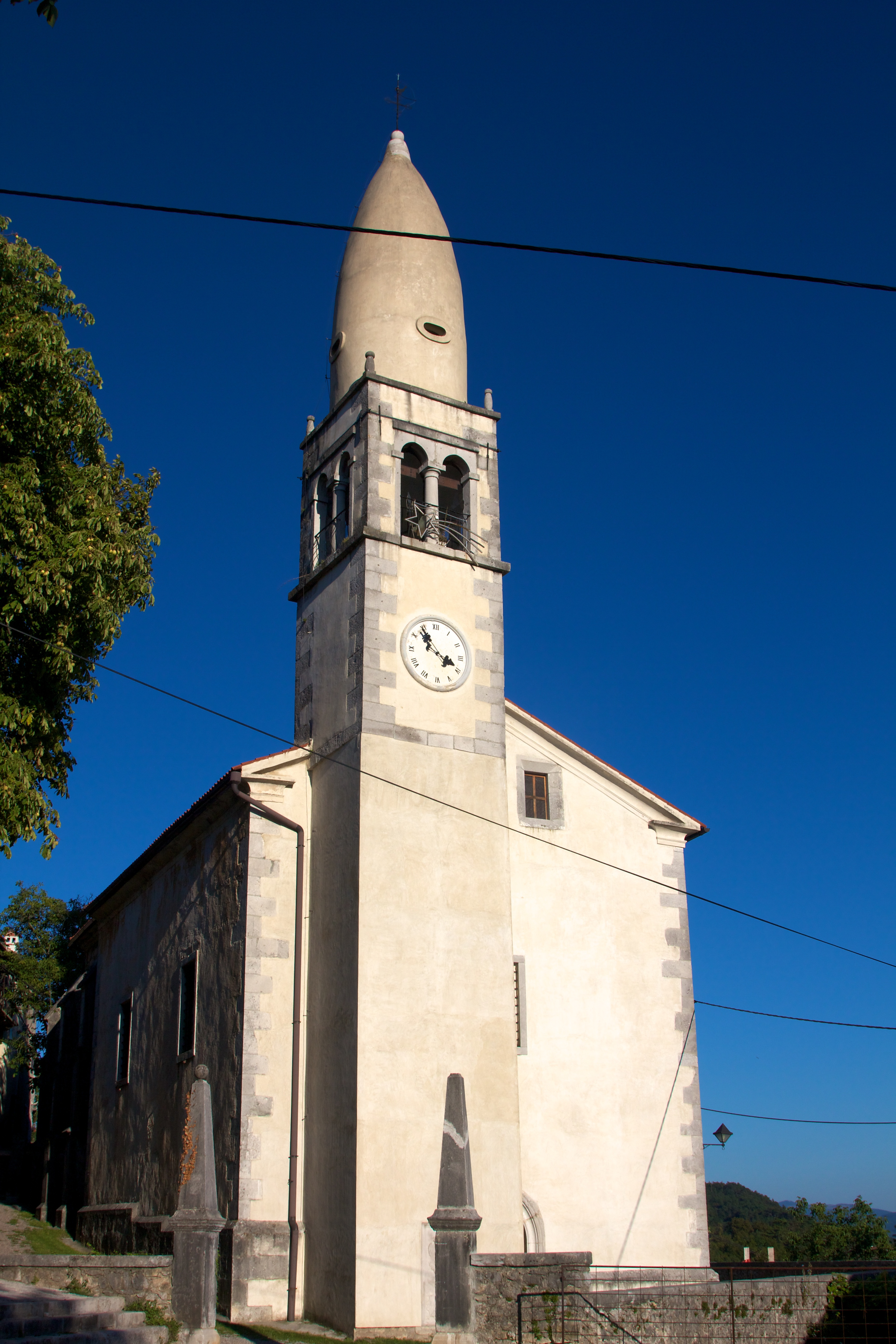
L'église Saint-Daniel
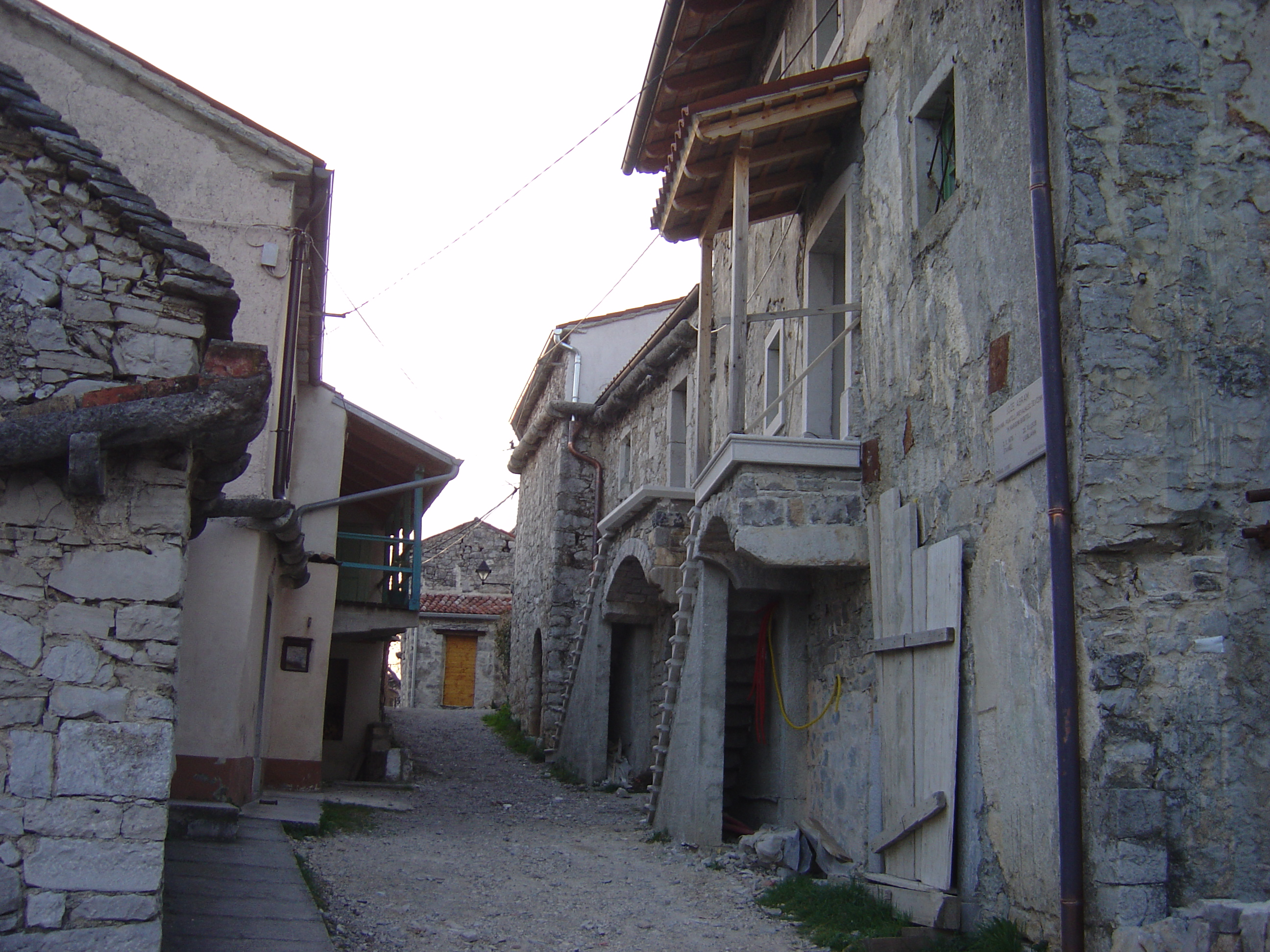
Sur la gauche, un angle de la Maison du Karst avec son toit de lauzes et sa gouttière en pierre